# Дорохов Антон Миколайович
Антон Миколайович Дорохов (нар. 25 жовтня 1976, місто Одеса Одеської області) — український діяч, інженер НПП «Еконіка», помічник-консультант народного депутата України. Народний депутат України 7-го скликання.

## Біографія
Закінчив Одеський коледж комп'ютерних технологій (колишній верстатоінструментальний технікум), де здобув спеціальність «технік-механік».
У 1994—2010 роках — інженер НПП «Еконіка» міста Одеси.
У 2001 році закінчив Одеський національний політехнічний університет, магістр виробництва електронних засобів.
Член КПУ.
З 2010 по 2012 рік був депутатом Одеської обласної ради від КПУ.
До грудня 2012 року — помічник-консультант народного депутата України від КПУ.
Народний депутат України 7-го скликання з .12.2012 до .11.2014 від КПУ № 27 в списку. Член фракції КПУ (з грудня 2012 до липня 2014). Голова підкомітету з питань професійної освіти Комітету з питань науки і освіти (з .12.2012).